# Willem Maurits van Cats
Willem Maurits van Cats, heer van Colster (ur. ?, zm. 1743) – holenderski arystokrata, wojskowy i dyplomata.
Początkowo służył jako oficer w armii holenderskiej. Następnie był pełnił funkcję urzędnika zaopatrującego holenderska republikę w wodę (Hoogheemraad van Schieland). W roku 1716 był członkiem Izby Obrachunkowej (gecommitteerde ter Generaliteits Rekenkamer).
W latach 1718–1722 pełnił funkcję ambasadora nadzwyczajnego  Holandii w Madrycie.